# Turmbau zu Babel

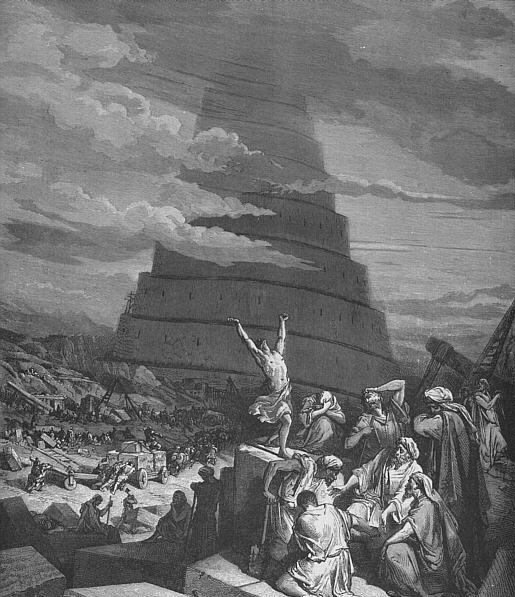
Die Sprachverwirrung, Bibelillustration von Gustave Doré (1865)

Der Turmbau zu Babel bzw. Turm von Babel (hebräisch מִגְדַּל בָּבֶל Mīgdal Bāḇel, griechisch Πύργος της Βαβέλ, lateinisch turris Babylonis), (Gen 11,1–9 ), ist zusammen mit der babylonischen Sprachverwirrung trotz ihres geringen Umfangs von nur neun Versen eine der bekanntesten biblischen Erzählungen des Alten Testaments.
Theologen werten das Turmbau-Vorhaben bzw. dessen Narrativ als Versuch der Menschheit, Gott gleichzukommen. Wegen dieser Selbstüberhebung bringt Gott den Turmbau unblutig zum Stillstand, indem er eine Sprachverwirrung hervorruft, welche wegen unüberwindbarer Verständigungsschwierigkeiten zur Aufgabe des Projektes zwingt und die Erbauer aus dem gleichen Grunde über die ganze Erde zerstreut (Gen 11,7-8 ).

## Biblische Erzählung

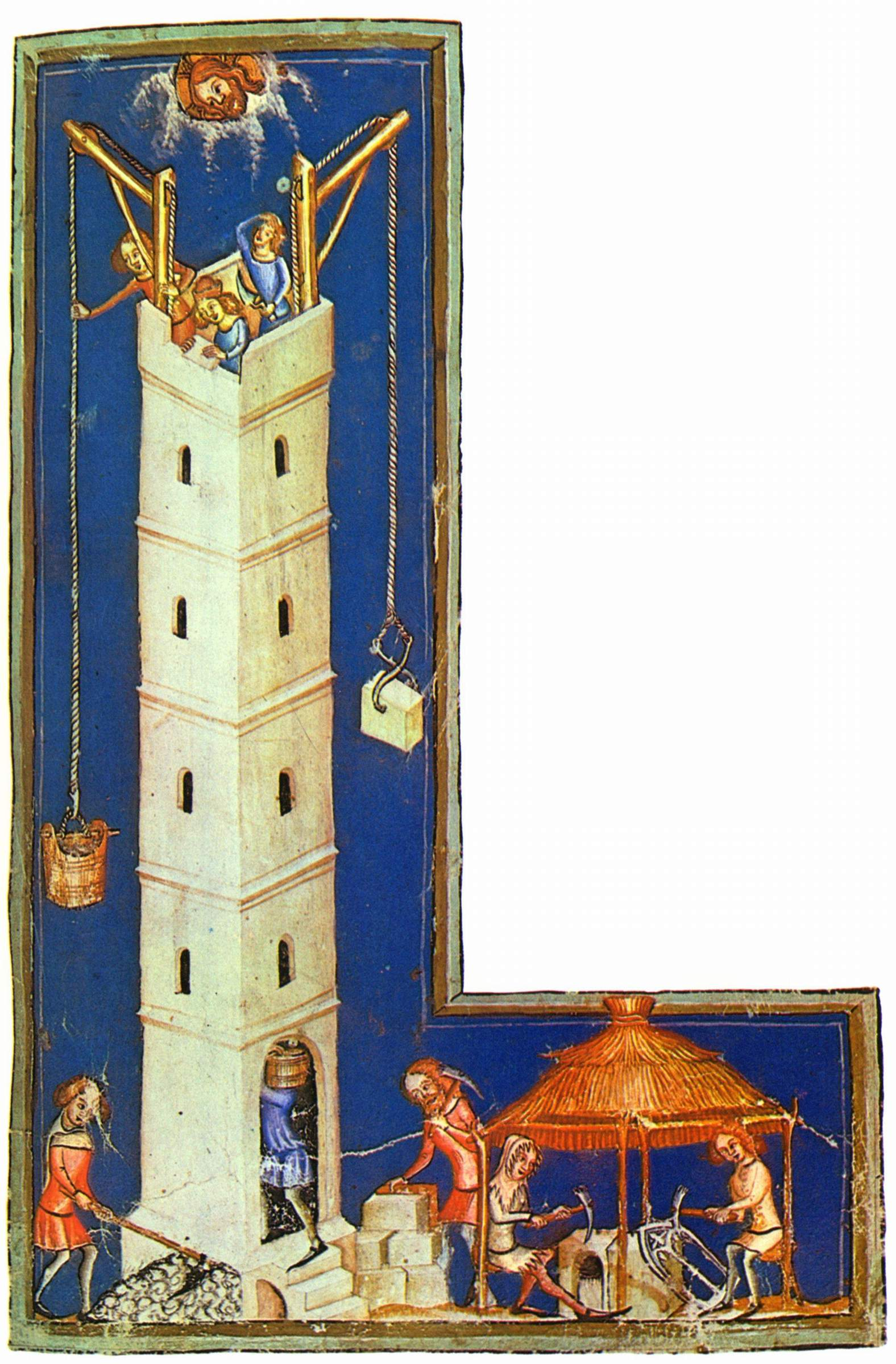
Meister der Weltenchronik

Wittenberg-Bibel 1586

Die in Gen 11,1-9 erzählte Geschichte setzt an zu einer Zeit, in der alle Menschen (noch) die gleiche Sprache gesprochen haben. Die Bibel erzählt von einem Volk aus dem Osten, das sich in einer Ebene im Land Schinar ansiedelt. Dort will es eine Stadt und einen Turm „mit einer Spitze bis zum Himmel bauen […] Da stieg der Herr herab, um sich Stadt und Turm anzusehen, die die Menschenkinder bauten.“ (Gen 11,5). In Sorge, dass ihnen „nichts mehr unerreichbar“ sein könnte, „was sie sich auch vornehmen“ (Gen 11,6), verwirrt der Herr ihre Sprache und zerstreut sie „über die ganze Erde“. Das Turmbauprojekt ist gescheitert.
Die Stadtbezeichnung „Babel“ bezieht sich im hebräischen Text an zwei Stellen auf ein Wortspiel, das auf den ähnlichen Klang der Wurzeln bbl (im Namen „Babel“) und bll (im Verb „verwirren“) aufbaut:
- Gen 11,7: הָבָה נֵרְדָה וְנָבְלָה שָׁם שְׂפָתָם אֲשֶׁר לֹא יִשְׁמְעוּ איִשׁ שְׂפַת רֵעֵהוּ׃
- Umschrift: hāvāh nērdāh wənāvlāh šām śəfātām ʔăšer loʔ yišməʕū ʔīš śəfat rēʔēhū
- Übersetzung: Wohlan, lasset uns hinabsteigen, und dort verwirren (wə-nāvlāh) ihre Sprache, daß sie nicht verstehen Einer die Sprache des Andern. (Verbalform: Kohortativ pl. < bll)

- Gen 11,9: עַל־כֵּן קָרָא שְׁמָהּ בָּבֶל כּיִ־שָׁם בָּלַל יְהֹוָה שְׂפַת כָּל־הָאָרֶץ
- Umschrift: ʕal-kēn qārāʔ šmāhh bāvel kī-šām bālal YHWH śəfat kāl-hāʔāreṣ […]
- Übersetzung: Darum nannte man ihren Namen Babel (bāvel), weil dort der Ewige verwirrte (bālal) die Sprache aller Erdbewohner, […] (Verbalform: Perfekt 3.Sg.masc. < bll)

(Deutsch nach Leopold Zunz (1794–1886))
Da eine Stadt in einem nicht hebräischsprachigen Land jedoch kaum nach einer hebräischen Verbform benannt wurde, handelt es sich bei dieser Herleitung lediglich um eine Volksetymologie und ist somit als falsch zu bewerten. Die Bedeutung des Namens der Stadt Babylon leitet sich stattdessen vom Akkadischen bāb-ilim ab, was „Tor der Götter“ bedeutet. Jedoch ist auch die Ur-Etymologie des akkadischen Namens nicht unstrittig, da die akkadische Bezeichnung auf einen älteren nichtsemitischen Namen zurückgehen könnte. (Näheres s. im Abschnitt „Etymologie“ des Artikels Babylon).
Eine weitere Parallele ergibt sich auch daraus, dass die Wurzel bll auch etymologische Grundlage des hebräischen Wortes für Sintflut (mabūl) ist, wenngleich auch darauf im Bibeltext nicht so ausdrücklich Bezug genommen wird, wie am Beispiel des Wortes Babel. Solcherlei spielerische Bezüge innerhalb der Bibel dürfen jedoch nicht als Versuch der Herstellung einer Etymologie im modernen Sinne missverstanden und herabgewürdigt werden. Es sind vielmehr spielerische Parallelen, deren Witz darin besteht, assoziative Bezüge zwischen Bibelstellen hervorzurufen. Diese literarische Technik war zur Zeit der Herstellung des schriftlichen Bibeltexts offenbar bereits verbreitet und erlangte in der rabbinischen Bibelexegese eine bis in die Gegenwart dauernde Kontinuität. Formalisiert wurde sie in den Middot-Regeln. Auch im Deutschen sind derlei Bezüge vor allem in humoristischer Verwendung bekannt („Soldat kommt von Sollen, sonst würde es ja Willdat heißen“). Ohnehin ist zu bemerken, dass auch der buchstäbliche Text nicht den Anspruch erhebt, die faktische etymologische Entwicklung zu erklären, sondern auch als Findung eines hintergründigen Sinnes in der Rückschau gedeutet werden kann (da ja die tatsächliche etymologische Entwicklung auch, nach dem Glauben der Bibelautoren, unter dem Walten der Vorsehung stand).
Im Neuen Testament wird das Thema der Sprachverwirrung nochmals in der Pfingstgeschichte aufgenommen (Apg 2,6 ), der zufolge der Heilige Geist durch eine von Jesus Christus ermöglichte Gottverbundenheit ein neues Reden und Verstehen über alle Sprachgrenzen hinweg bewirkt.

## Theologische Deutung

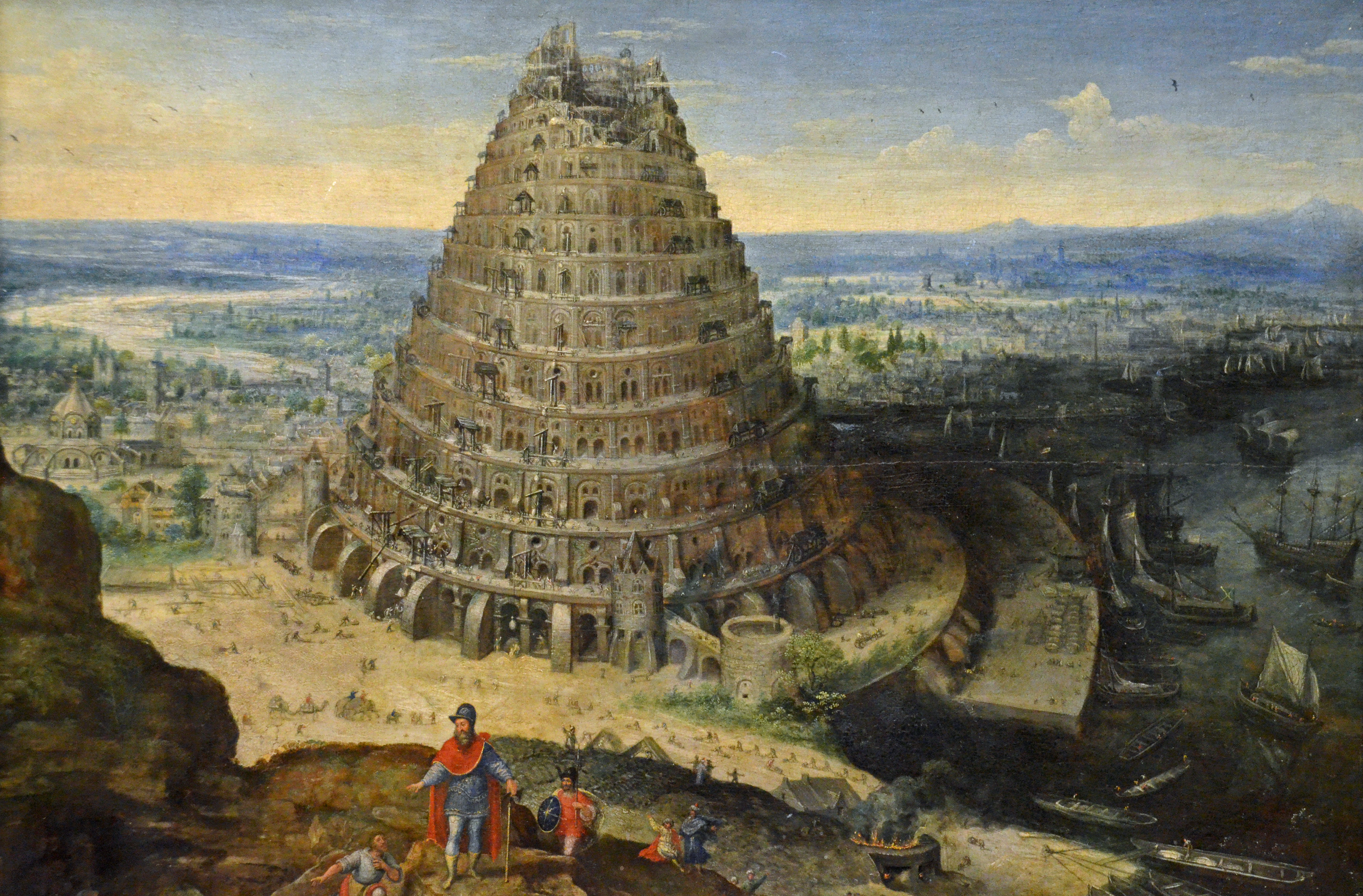
Der Turmbau zu Babel nach Lucas van Valckenborch

Die Geschichte vom Turmbau zu Babel steht im Alten Testament zeitlich nach der Sintflut und vor der Reise Abrams (des späteren Abraham) nach Haran. Sie beschließt eine Reihe von Verfehlungsgeschichten (Gen 3–11 ).
Unter Verwendung vor- und außerisraelitischen Materials wird die Geschichte der Menschheit seit der Vertreibung aus dem Paradies als eine Abfolge negativer Ereignisse dargestellt: Verlust des paradiesischen Urzustandes, Brudermord, Sintflut, Entzweiung und Zerstreuung. Als Ursache dieses Unheils erscheint das Übertreten der Vorschrift Gottes (Gen 3,5 ).
Nimrod war der Gründer und König des ersten Großreiches nach der Sintflut. Er war bekannt als mächtiger Jäger „vor“ dem Herrn (in unvorteilhaftem Sinn; hebr.: liphnḗ, „gegen“ oder „im Widerstand gegen“), (Gen 10,9 ; vgl. Num 16,2 ; 1 Chr 14,8 ; 2 Chr 14,10 ). Einige Gelehrte fassen die hebräische Präposition, die „vor“ bedeutet, in diesem Fall zwar in günstigem Sinn auf, doch sowohl aus den jüdischen Targumen als auch aus den Schriften des Geschichtsschreibers Josephus und aus dem Kontext von 1. Mose, Kapitel 10 geht hervor, dass Nimrod ein gewaltiger Jäger im Trotz gegen den Herrn war.
Nimrods Königreich erstreckte sich zu Anfang auf die Städte Babel, Erech, Akkad und Kalne, die alle im Land Schinar lagen (Gen 10,10 ). Daher ist anzunehmen, dass unter seiner Leitung mit dem Bau von Babel und dessen Turm begonnen wurde. Diese Annahme stimmt auch mit der traditionellen Ansicht der Juden überein. Josephus schrieb: „Allmählich verkehrte er [Nimrod] sein Benehmen in Tyrannei, weil er die Menschen umso eher von Gott abzuwenden gedachte, wenn sie der eigenen Kraft hartnäckig vertrauten. Er wolle, sagte er, sich an Gott rächen, falls er mit erneuter Flut die Erde bedränge, und er wolle einen Turm bauen, so hoch, dass die Wasserflut ihn nicht übersteigen könne. So werde er für den Untergang seiner Vorfahren Vergeltung üben. Die Menge pflichtete den Absichten Nebrods [Nimrods] bereitwillig bei, da sie es für Feigheit hielt, Gott noch zu gehorchen. Und so machten sie sich an die Erbauung des Turmes, der […] schnell in die Höhe wuchs“.
Tatsächlich weisen die Erzählungen über die Bosheit der Menschen vor der Flut strukturelle Ähnlichkeiten mit der Turmbauerzählung auf:
- Nach der Ermordung Abels zieht Kain, zusammen mit seinem Sohn Henoch, in das Land Nod, wo er eine gleichnamige Stadt gründet (Gen 4,16 EU). Die Riesen und Helden der Vorzeit gehen auf die widergöttliche Vereinigung der Menschentöchter mit den Gottessöhnen (Engel) zurück (Gen 6,1–8 EU).
- Nach der Flut ziehen die Menschen in das Land Schinar, wo sie sich niederlassen. Um sich nicht weiter über die Erde zu zerstreuen, beschließen sie, einen weithin sichtbaren Turm zu bauen (Gen 11,4 EU). Dies ist jedoch eine erneute Übertretung der Anordnungen Gottes, nämlich der, die ganze Erde zu besiedeln (Gen 9,1 EU und Gen 9,7 EU).

Auch diesmal bleibt eine Konsequenz nicht aus, jedoch erfolgt sie nicht in Form einer erneuten Ausrottung, sondern als Sprachverwirrung. Gott wahrt damit die Treue zu dem Bund, den er mit Noach geschlossen hat: Ich will die Erde wegen des Menschen nicht noch einmal verfluchen; denn das Trachten des Menschen ist böse von Jugend an. Ich will künftig nicht mehr alles Lebendige vernichten, wie ich es getan habe. (Gen 8,21 ) Dadurch gehen die Menschen ihrer gemeinsamen Grundlage der Kommunikation und aller daraus entstehenden Vorteile verlustig; der nun einzig gangbare Weg ist, dass sich Gruppen mit gleicher Sprache zusammenschließen und eigenständige Gemeinschaften aufbauen.

## Historische Bezüge

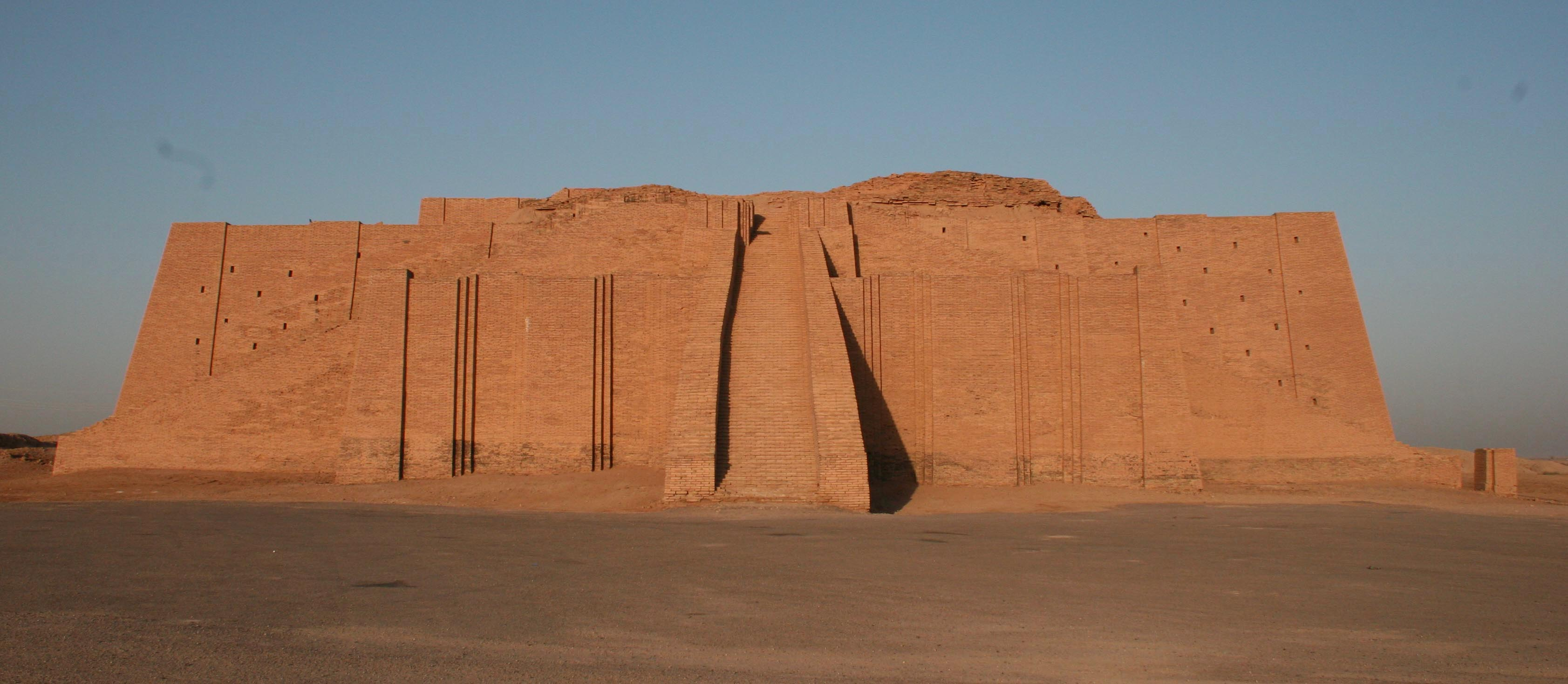
Rekonstruktion der Zikkurat von Ur

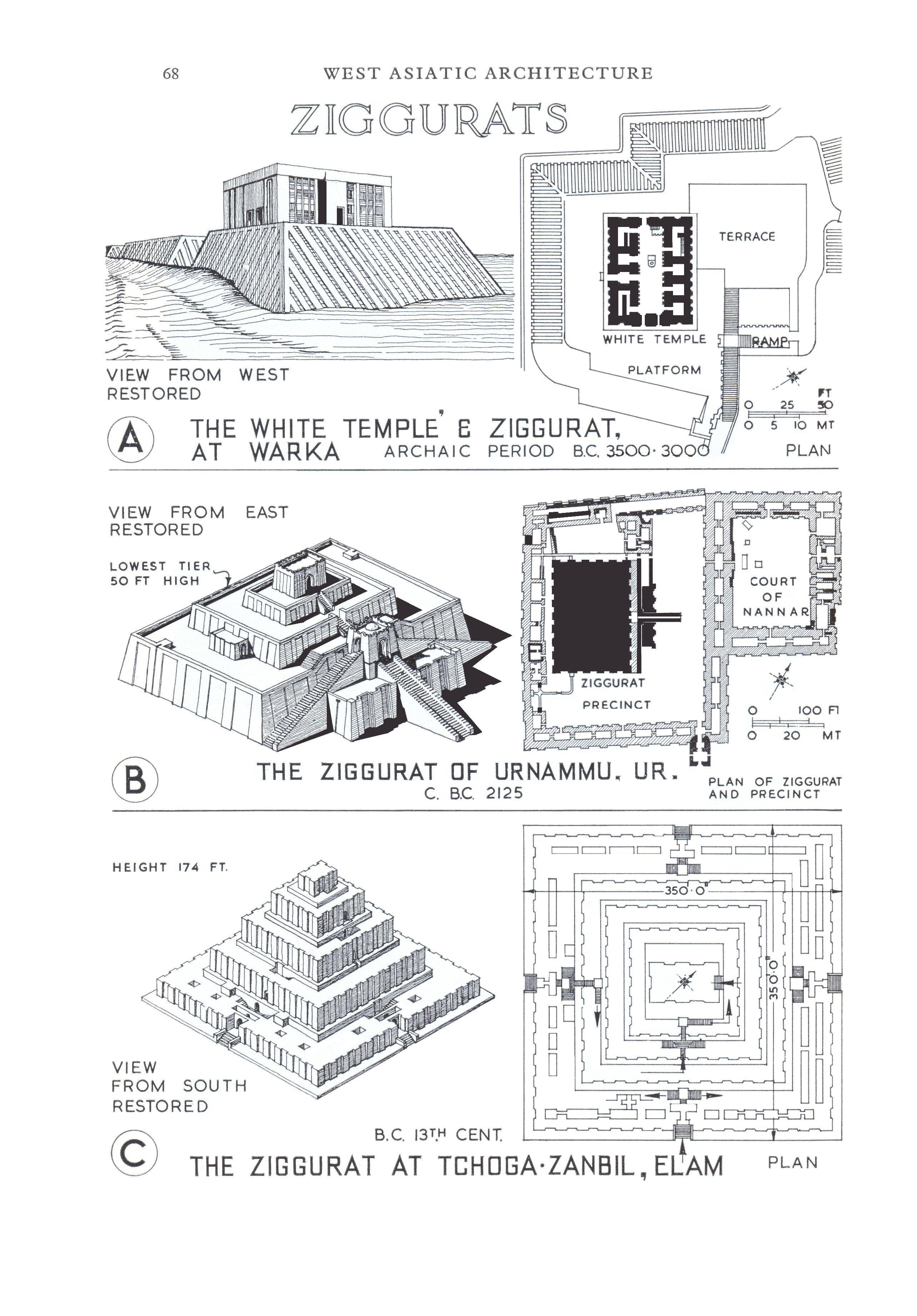
Aufbau und Architektur einiger Zikkurat

Manche Forscher bringen den Turmbau zu Babel mit der Zikkurat Etemenanki in Babylon in Verbindung, die seit 1913 archäologisch nachgewiesen ist. Die Fundamente des Stufentempels wurden durch den deutschen Architekten und Archäologen Robert Koldewey freigelegt.
König Sargon von Akkad ließ Babylon um 2300 v. Chr. zerstören, König Hammurapi machte es etwa 600 Jahre später zur Hauptstadt des Babylonischen Reiches. Er erhob den Stadtgott Marduk (Altes Testament: Merodach) zur höchsten Gottheit des babylonischen Reichs.
Erstmals wird die Zikkurat unter dem Namen Etemenanki (sumerisch: Haus des Himmelsfundaments auf der Erde) in der Tempelanlage Esaĝila (sumerisch: Tempel des erhobenen Hauptes) in den Annalen des assyrischen Königs Sanherib urkundlich erwähnt, der 689 v. Chr. die Stadt und den Tempel zerstörte.
Seine Nachfolger Assarhaddon (680–669 v. Chr.) und Assurbanipal (668–631 v. Chr.) begannen mit dem Wiederaufbau, wie Inschriften im Fundament belegen. Nach der Befreiung von der assyrischen Herrschaft setzte der neubabylonische Herrscher Nabopolassar den Ausbau der Anlage fort, sein Sohn Nebukadnezar II. (604–562 v. Chr.) vollendete ihn.
In der Folgezeit verfiel das Bauwerk, angeblich auch durch Zerstörungen durch den Perserkönig Xerxes I. (486–465 v. Chr.). Den Griechen galt der Etemenanki als Grab des sagenhaften Gründers von Babylon Belus. Bei seinem Einzug in Babylon im Frühjahr 323 v. Chr. ließ Alexander der Große die Reste bis auf das Fundament abtragen, um den Turm neu zu errichten. Dies habe 10.000 Mann für zwei Monate beschäftigt. Dabei blieb es, da Alexander wenige Monate später verstarb. Seine Nachfolger verlegten die Residenz nach Ktesiphon, und Babylon verfiel zusehends.
Der Turm Etemenanki hatte eine Grundfläche von 91,48 m × 91,66 m und eine Höhe von etwa 91 m, wahrscheinlich abgestuft in sieben, nach dem Geschichtsschreiber Herodot in acht Plateaus. Den Abschluss bildete ein Tempel, dessen Räume nur von Priesterinnen betreten werden durften. Wahrscheinlich nutzten Priester das Dach des Gebäudes, um dort astronomische Beobachtungen durchzuführen. Als Baumaterial verwendeten die Babylonier luftgetrocknete Ziegel und Backsteine, die Außenziegel waren mit farbiger Glasur verziert. Eingezogene Lagen aus Strohmatten sollten dem Bauwerk wohl zusätzliche Stabilität verleihen. Der antike griechische Geschichtsschreiber Strabon (* 63 v. Chr. † nach 23 n. Chr.) beschreibt den Bau als vierseitige Pyramide mit einem Stadion Seitenlänge und einer Höhe von einem Stadion.
Herodot berichtet nach einem Besuch der Gegend um 460 v. Chr., dass die babylonischen Tempeltürme den Gottheiten erlauben sollten, nachts herabzusteigen, um dort einige Zeit in Gesellschaft einer Priesterin zu verbringen. Dieses Ritual könnte sich hinter der von den Israeliten nicht verstandenen Intention verbergen, dass der Turm bis in den Himmel reichen solle: Für sie war die Vorstellung undenkbar und frevelhaft, dass man zu Gottheiten aufsteigt; Gott stieg vielmehr gütig zu den Menschen hinab.
Ganz allgemein kann der Turmbau aber auch als Symbol einer Kulturleistung der Völker Mesopotamiens dienen: Die Menschheit erlernt das Brennen von Ziegeln und nutzt den natürlichen Asphalt als Mörtel. Sie befreit sich so aus der Abhängigkeit von Stein und Kalk, die aus Steinbrüchen gefördert werden müssen, und versetzt sich in die Lage, auch in der Ebene zu bauen, wo es weder Stein noch Kalk gibt.

## Turmbau-Sagen in anderen Kulturen
Fred Hartmann hat 60 Turmbausagen aus verschiedenen Kulturen zusammengetragen und analysiert. Die Sagen entstammen teilweise vorderasiatischen Kulturen, sind aber auch aus Indien, China, Afrika, Amerika und dem pazifischen Raum überliefert. Aber diese Sagen, wie vermutlich auch die ursprüngliche Version der biblischen Erzählung, sind nicht mit der Sprachverwirrung und Zerstreuung der Menschen verbunden.

## Rezeption
Schon in alttestamentlicher Zeit versuchte man, die (später so genannte) „Adamitische Sprache“ zu rekonstruieren, die vor der Sprachverwirrung gesprochen worden sein soll. In der heutigen Sprachforschung ist es allerdings stark umstritten, ob es je eine gemeinsame Ursprache, die so genannte Proto-Welt-Sprache, gegeben hat oder nicht.
Flavius Josephus (Jüdische Altertümer I,4) fügte im ersten nachchristlichen Jahrhundert der Turmbauerzählung einige Details hinzu, die im biblischen Bericht nicht explizit erwähnt werden: Hier ist es Nimrod persönlich, der den Befehl zum Turmbau gibt und als der erste Tyrann der Geschichte gezeichnet wird. Das Motiv für den Bau war laut Josephus nicht nur allgemeiner Hochmut, sondern auch der Versuch, sich einen sicheren Zufluchtsort zu schaffen, für den Fall, dass Gott eine weitere Sintflut schicken sollte. Zuletzt zitiert er aus dem 3. Buch der Sibyllinischen Orakel, nach dem der Turm nicht einfach zerfiel, weil er von seinen Erbauern verlassen wurde, sondern dass er durch einen großen Sturmwind zerstört wurde. Diese Darstellung des Josephus war besonders im europäischen Mittelalter sehr einflussreich.
1679 stellte der Jesuit Athanasius Kircher eine Theorie auf, die gegen die Existenz des Turmes sprach. Seiner Meinung nach betrug die Entfernung zwischen Erde und Himmel 265.380 Kilometer. Hierfür hätten rund 4.500.000 Arbeiter etwa 3400 Jahre ununterbrochen arbeiten müssen. Das Gewicht des Turmes hätte das Gewicht der Erde übertroffen und so die Erde aus dem Mittelpunkt des Universums herausgeschoben.
Evolutionsbiologen wie Jared Diamond oder Carel van Schaik sehen in der Erzählung einen Ausdruck der allgemeinen Skepsis der Bibel gegenüber der Stadt. Das Stadtwachstum im späten Neolithikum und frühen Metallzeitalter habe zur Verschlechterung der hygienischen Bedingungen geführt und sie zu dauernden Brutstätten verschiedener Erreger gemacht. Hier seien stets mehr Menschen gestorben als geboren wurden und das Wachstum habe nur durch Zuwanderung von Arbeitskräften aus vielen Regionen funktioniert; doch gerade die Zugewanderten auf den multitribalen Großbaustellen des Altertums blieben am meisten gefährdet, weil sie noch keine Immunität erworben hatten. Die Motive der Sprachverwirrung und Zerstreuung der Menschen könnten nachträglich zur Geschichte der göttlichen Bestrafung der Erbauer des Großprojekts hinzugefügt worden sein.

### Bildende Kunst

Großer Turmbau zu Babel von Pieter Bruegel, 1563, Kunsthistorisches Museum

Der Turmbau zu Babel ist in der Bildenden Kunst ein Symbol menschlicher Hybris. Im Laufe der Kunstgeschichte ist er mehrfach dargestellt worden. Oft stellte man den Turm von Babel als spiralförmigen Turm, wie das Minarett von Samarra, oder als Stufenturm dar. Meist betonen die Darstellungen die Ausmaße des Bauwerkes. Daneben zeigen sie häufig die daran arbeitenden Menschen und die zeitgenössischen Fortschritte der Bautechnik.
Bekannte Darstellungen stammen unter anderem von:
- Pieter Bruegel dem Älteren, 1563, Kunsthistorisches Museum, Wien, vgl. Wiener Version
- Pieter Brueghel dem Älteren, 1563, Museum Boijmans Van Beuningen, Rotterdam, vgl. Rotterdamer Version
- Hendrick van Cleve, 1563, vier Darstellungen (eine davon in der Hamburger Kunsthalle)
- Hans Bol, 1590er Jahre, Museum voor Oudheidkunde en Sierkunst en Schone Kunsten, Kortrijk.
- Lucas van Valckenborch, 1594, Louvre, Paris
- Lucas van Valckenborch, 1595, Mittelrhein-Museum, Koblenz
- Maerten I van Valckenborch, 1595, Gemäldegalerie Alte Meister, Dresden
- Paul Bril, 1591, Festung Marienberg, Würzburg
- Gustave Doré, 1865, Bibelillustration; zeigt die Menschen vor dem Turm zu Babel nach der Sprachverwirrung
- René Magritte, 1950, L’art de la conversation
- Werner Tübke, 1987, Bauernkriegspanoramabild in Bad Frankenhausen

### „Babylonische Verwirrung“ als „Geflügeltes Wort“
Die „Babylonische Sprachverwirrung“ hat als Redewendung – als Sinnbild für das Aufeinandertreffen mehrerer Sprachen – Eingang in den allgemeinen Sprachgebrauch gefunden, so hat beispielsweise Georg Büchmann sie in seine Zitatensammlung Geflügelte Worte aufgenommen. So wird mitunter bei der Berichterstattung über die Verwaltung der Europäischen Union in Brüssel auf die „Babylonische Sprachverwirrung“ Bezug genommen, wo sich auf Grund der sprachlichen Vielfalt Mehrarbeiten und -kosten ergeben.
Die Redewendung wird auch im positiven Sinn verwendet, so gibt es beispielsweise eine Science-Fiction-Serie, in der die (titelgebende) Raumstation Babylon 5 Treffpunkt für unterschiedliche Völker ist, eine literarische Figur namens Babelfisch und Übersetzungsprogramme mit dem Namensbezug, wie „Babel Fish“ oder „Babylon Translator“.
Als Metapher verwendet den Turm zu Babel auch die englische Schriftstellerin Antonia S. Byatt in ihrem Roman Babel Tower (1996): Es geht darin „um die Frage nach der Möglichkeit einer gemeinsamen Sprache oder, wäre eine solche illusorisch, den Verfall des Redens in wechselseitige Unverständlichkeit“.

### Kultur
- Die Trophäe des EU-Filmpreises LUX stellt eine Filmrolle in Form des Turms zu Babel dar.
- Das Lied des britischen Pop-Rock-Musikers Peter Gabriel The Tower That Ate People[15] aus dem Jahr 2000, das auf dem Soundtrack-Album OVO[16] erschien, übernimmt Motive von der Geschichte des Turmbaus zu Babel. In dem zugrunde liegende Comic The Story of OVO[17] wird eine Geschichte entwickelt, in dem ebenfalls ein Turm infolge des Größenwahns seines Erbauers in den Himmel wächst. Eine landwirtschaftlich geprägte Gesellschaft wird plötzlich in eine Industriegesellschaft verwandelt. Hier wird jedoch der Turm durch das Volk der „Skypeople“ zu Fall gebracht. In beiden Fällen wird die Überheblichkeit der Urheber bestraft.

## Dokumentarfilme
- Der Turmbau zu Babel. (= Treasures Decoded – Jäger der verlorenen Schätze. Staffel 4, Folge 1). 45 Min. Ein Film von Elliot Kew. Kanada/Vereinigtes Königreich 2017.[18]